# Shiri Maimon
Shiri Maimon (Hebreeuws: שירי מימון; Haifa, 17 mei 1981) is een Israëlisch zangeres, actrice en presentatrice.

## Carrière
Maimon brak door in Israël door in 2003 haar deelname aan het debuutseizoen van Kokhav Nolad, een Israëlische talentenjacht. Ze eindigde op de tweede plaats. Haar eerste single, Until You Understand Me, kwam uit in 2004. In datzelfde jaar begon ze met het presenteren van het televisieprogramma Exit. In maart 2005 nam Maimon deel aan Kdam Eurovision, de Israëlische preselectie voor het Eurovisiesongfestival. Met Hasheket shenish'ar wist ze de nationale finale overtuigend te winnen, en mocht ze haar vaderland gaan vertegenwoordigen op het Eurovisiesongfestival 2005 in Kiev, Oekraïne. Hoewel pas zevende te zijn geëindigd in de halve finale, eindigde ze in de grote finale op een verdienstelijke vierde plek; tot 2015 de laatste hoogste klassering sinds de laatste gewonnen editie in 1998.
In september 2005 bracht ze haar eerste album uit, dat haar naam droeg. Van deze plaat werden er 20.000 exemplaren verkocht, meteen goed voor een gouden plaat. Ze kreeg ook een vaste rol in Yeladot Ra'ot, een soap op Music 24. Haar tweede album, Rega Lifney She..., belandde in januari 2008 in de platenwinkel. In datzelfde jaar won ze de MTV Europe Music Award voor beste Israëlische act. Ook haar derde album, Standing on My Own, kwam in datzelfde jaar uit. Daarna was het vier jaar wachten op het vierde album, dat de titel Sheleg Ba'sharav meekreeg. In het najaar van 2013 werd ze een van de juryleden van The X Factor Israel.

## Privéleven
Haar vader is van Grieks-Tunesische afkomst, haar moeder is afkomstig uit Marokko. Ze behoort tot de Sefardische Joden. Maimon trouwde op 25 oktober 2011 met haar echtgenoot. Op 8 april 2013 werd hun eerste zoon geboren.

## Discografie
- Shiri Maimon (2005)
- Rega lifney she... (2008)
- Standing on My Own (2008)
- Sheleg ba'sharav (2012)
- Neshima (2020)